# Tomoderus lepidus
Tomoderus lepidus es una especie de coleóptero de la familia Anthicidae.

## Distribución geográfica
Habita en Congo, Kinshasa.